# Annay-la-Côte
 Annay-la-Côte  es una comuna y población de Francia, en la región de Borgoña, departamento de Yonne, en el distrito y cantón de Avallon.
Está integrada en la Communauté de communes de l'Avallonnais.

## Demografía
| 229 | 228 | 328 | 389 | 340 | 338 |
| Para los censos de 1962 a 1999 la población legal corresponde a la población sin duplicidades (Fuente: INSEE [Consultar]) |     |     |     |     |     |